# Liste der Wappen in der Woiwodschaft Masowien
Die Woiwodschaft Masowien umfasst 37 Landkreise, wobei 5 Städte kreisfrei bleiben.
Den nach ihnen benannten Landkreisen gehören sie selbst nicht an.

## Kreisfreie Städte

Ostrołęka
Płock
Radom
Siedlce
Warschau

## Powiat Białobrzeski

Wappen des Landkreises Białobrzegi
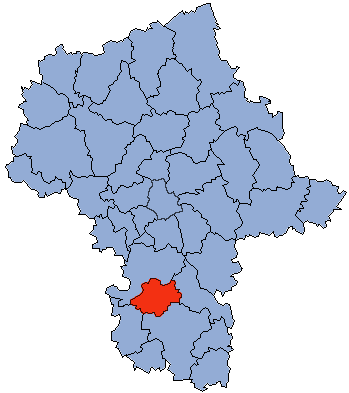
Lage in Masowien

Stadt-und-Land-Gemeinde Białobrzegi
Stadt-und-Land-Gemeinde Wyśmierzyce
Landgemeinde Promna
Landgemeinde Radzanów
Landgemeinde Stara Błotnica
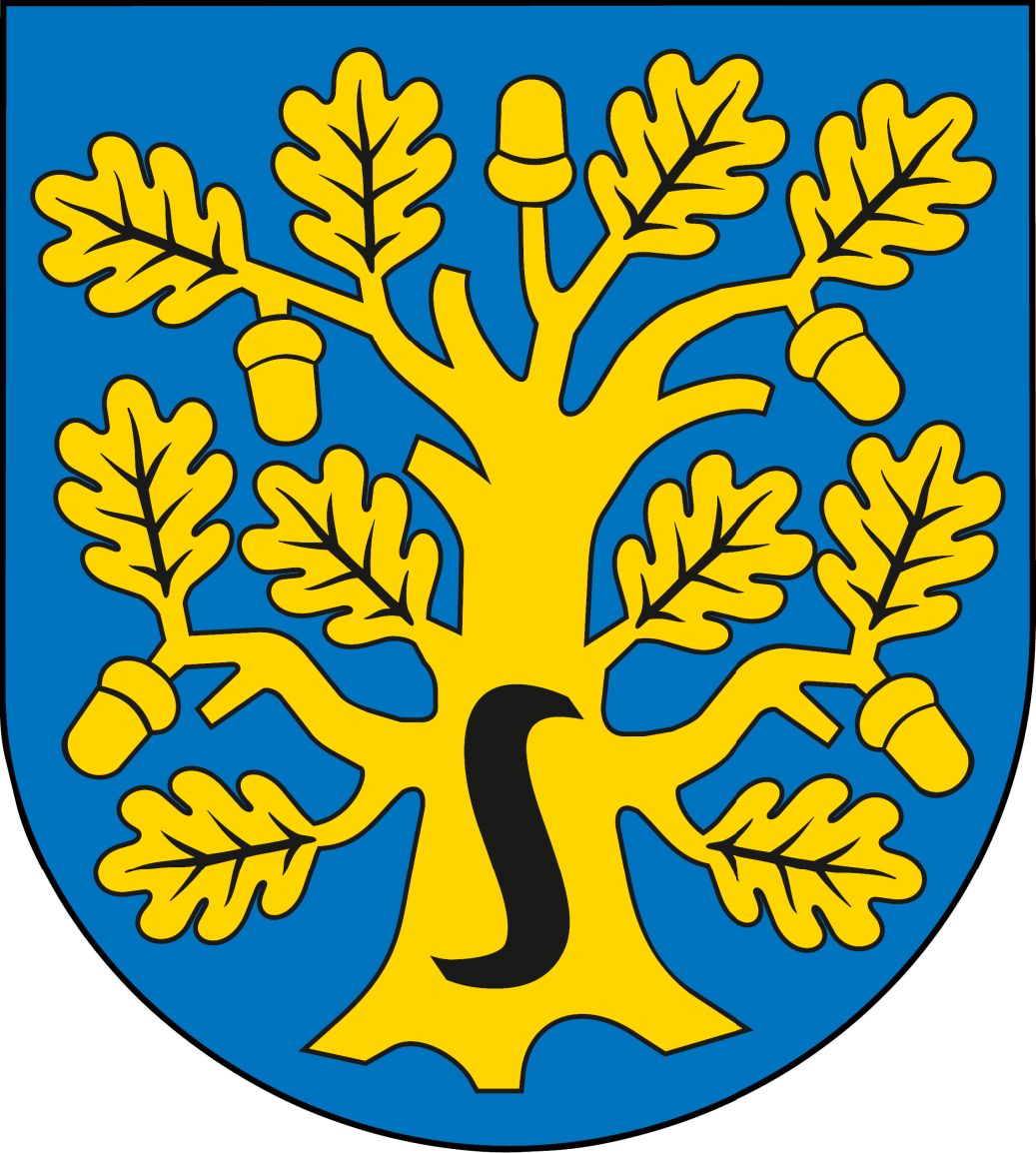
Landgemeinde Stromiec

## Powiat Ciechanowski

Wappen des Landkreises Ciechanów
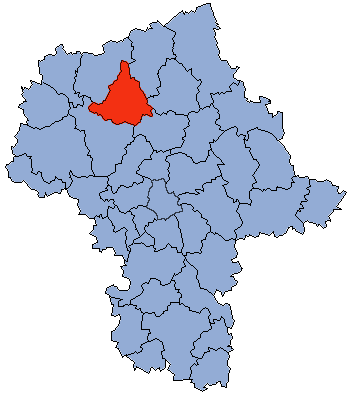
Lage in Masowien

Stadtgemeinde Ciechanów
Stadt-und-Land-Gemeinde Glinojeck
Landgemeinde Ciechanów
Landgemeinde Gołymin-Ośrodek
Landgemeinde Grudusk
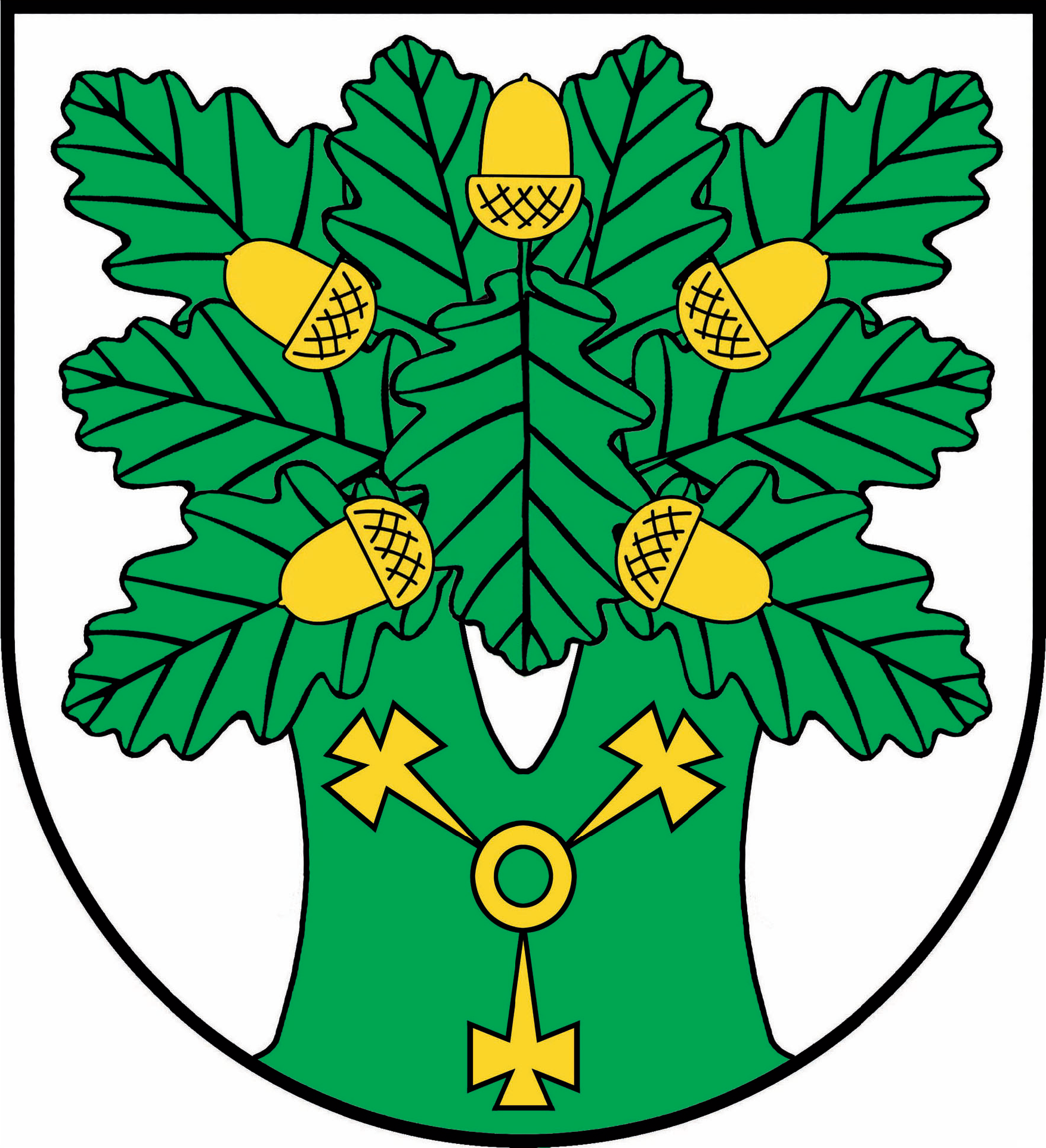
Landgemeinde Ojrzeń
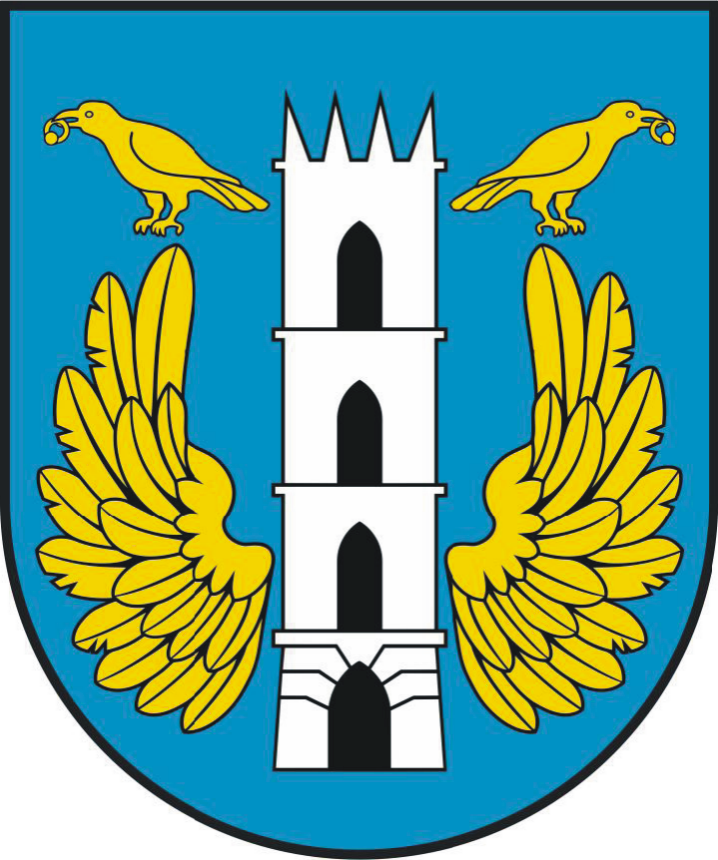
Landgemeinde Opinogóra Górna
Landgemeinde Regimin
Landgemeinde Sońsk

## Powiat Garwoliński

Wappen des Landkreises Garwolin
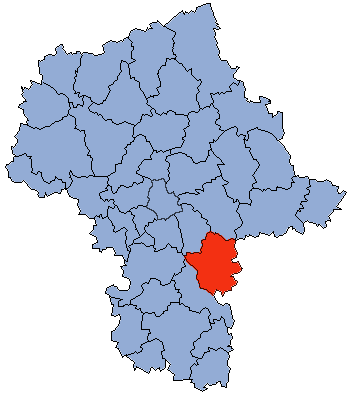
Lage in Masowien

Stadtgemeinde Garwolin
Stadtgemeinde Łaskarzew
Stadt-und-Land-Gemeinde Maciejowice
Stadt-und-Land-Gemeinde Pilawa
Stadt-und-Land-Gemeinde Żelechów
Landgemeinde Borowie
Landgemeinde Garwolin
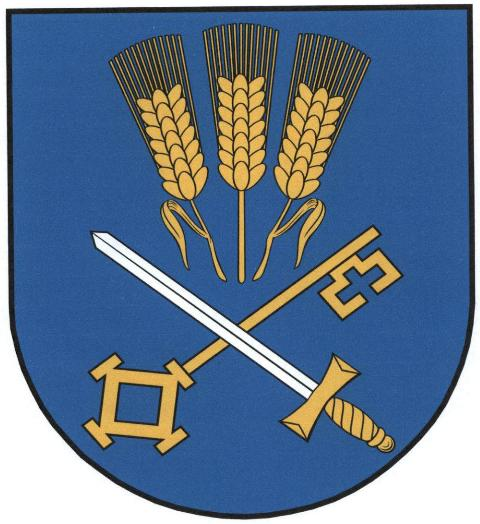
Landgemeinde Łaskarzew
Landgemeinde Miastków Kościelny
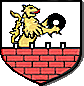
Landgemeinde Parysów
Landgemeinde Sobolew
Landgemeinde Wilga

## Powiat Gostyniński

Wappen des Landkreises Gostynin
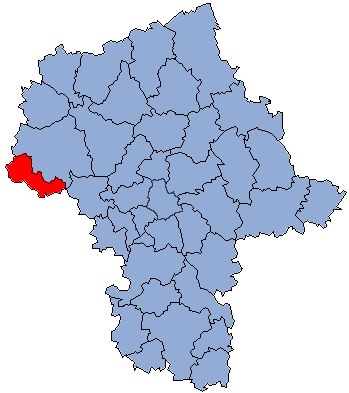
Lage in Masowien

Der Powiat umfasst 5 Gemeinden

Gostynin, Stadtgemeinde
Sanniki, Stadt-und-Land-Gemeinde
Gostynin, Landgemeinde
Pacyna, Landgemeinde
Szczawin Kościelny, Landgemeinde

## Powiat Grodziski

Wappen des Landkreises Grodzisk Mazowiecki
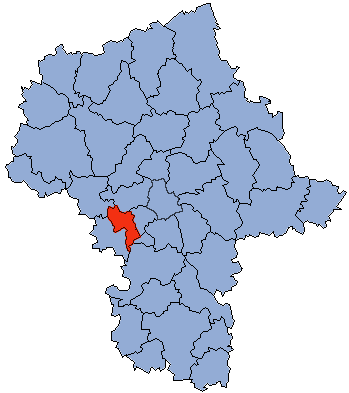
Lage in Masowien

Der Powiat umfasst 6 Gemeinden

Milanówek, Stadtgemeinde
Podkowa Leśna, Stadtgemeinde
Grodzisk Mazowiecki, Stadt-und-Land-Gemeinde
Baranów, Landgemeinde
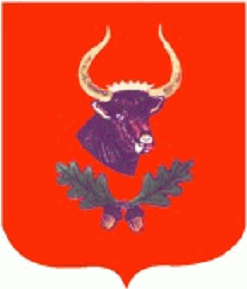
Jaktorów, Landgemeinde
Żabia Wola, Landgemeinde

## Powiat Grójecki

Wappen des Landkreises Grójec
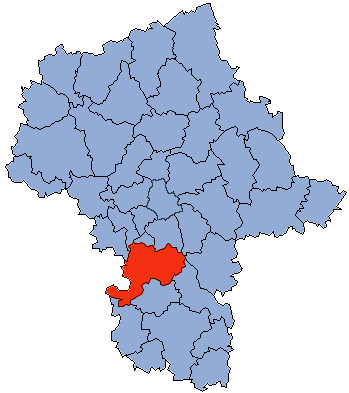
Lage in Masowien

Der Powiat umfasst 10 Gemeinden

Grójec, Stadt-und-Land-Gemeinde
Mogielnica, Stadt-und-Land-Gemeinde
Nowe Miasto nad Pilicą, Stadt-und-Land-Gemeinde
Warka, Stadt-und-Land-Gemeinde
Belsk Duży, Landgemeinde
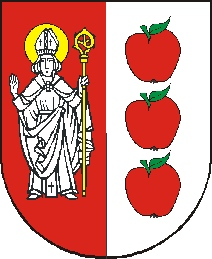
Błędów, Landgemeinde
Chynów, Landgemeinde
Goszczyn, Landgemeinde
Jasieniec, Landgemeinde
Pniewy, Landgemeinde

## Powiat Kozienicki

Wappen des Landkreises Kozienice
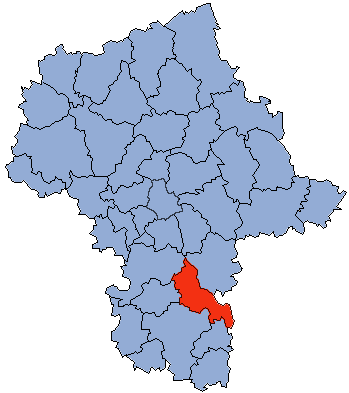
Lage in Masowien

Der Powiat umfasst 7 Gemeinden

Głowaczów, Stadt-und-Land-Gemeinde
Kozienice, Stadt-und-Land-Gemeinde
Magnuszew, Stadt-und-Land-Gemeinde
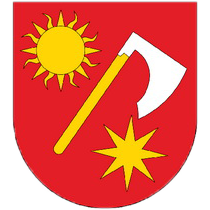
Garbatka-Letnisko, Landgemeinde
Gniewoszów, Landgemeinde
Grabów nad Pilicą, Landgemeinde
Sieciechów, Landgemeinde

## Powiat Legionowski

Wappen des Landkreises Legionowo
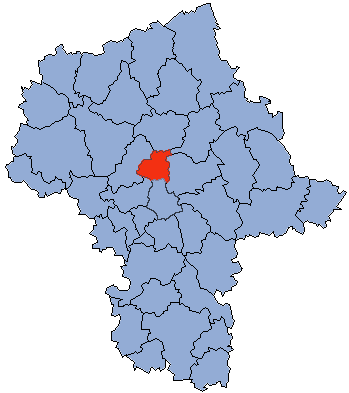
Lage in Masowien

Der Powiat umfasst 5 Gemeinden

Legionowo, Stadtgemeinde
Serock, Stadt-und-Land-Gemeinde
Jabłonna, Landgemeinde
Nieporęt, Landgemeinde
Wieliszew, Landgemeinde

## Powiat Lipski

Wappen des Landkreises Lipsko
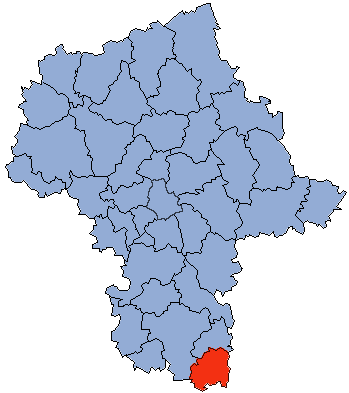
Lage in Masowien

Der Powiat umfasst 6 Gemeinden

Ciepielów, Stadt-und-Land-Gemeinde
Lipsko, Stadt-und-Land-Gemeinde
Sienno, Stadt-und-Land-Gemeinde
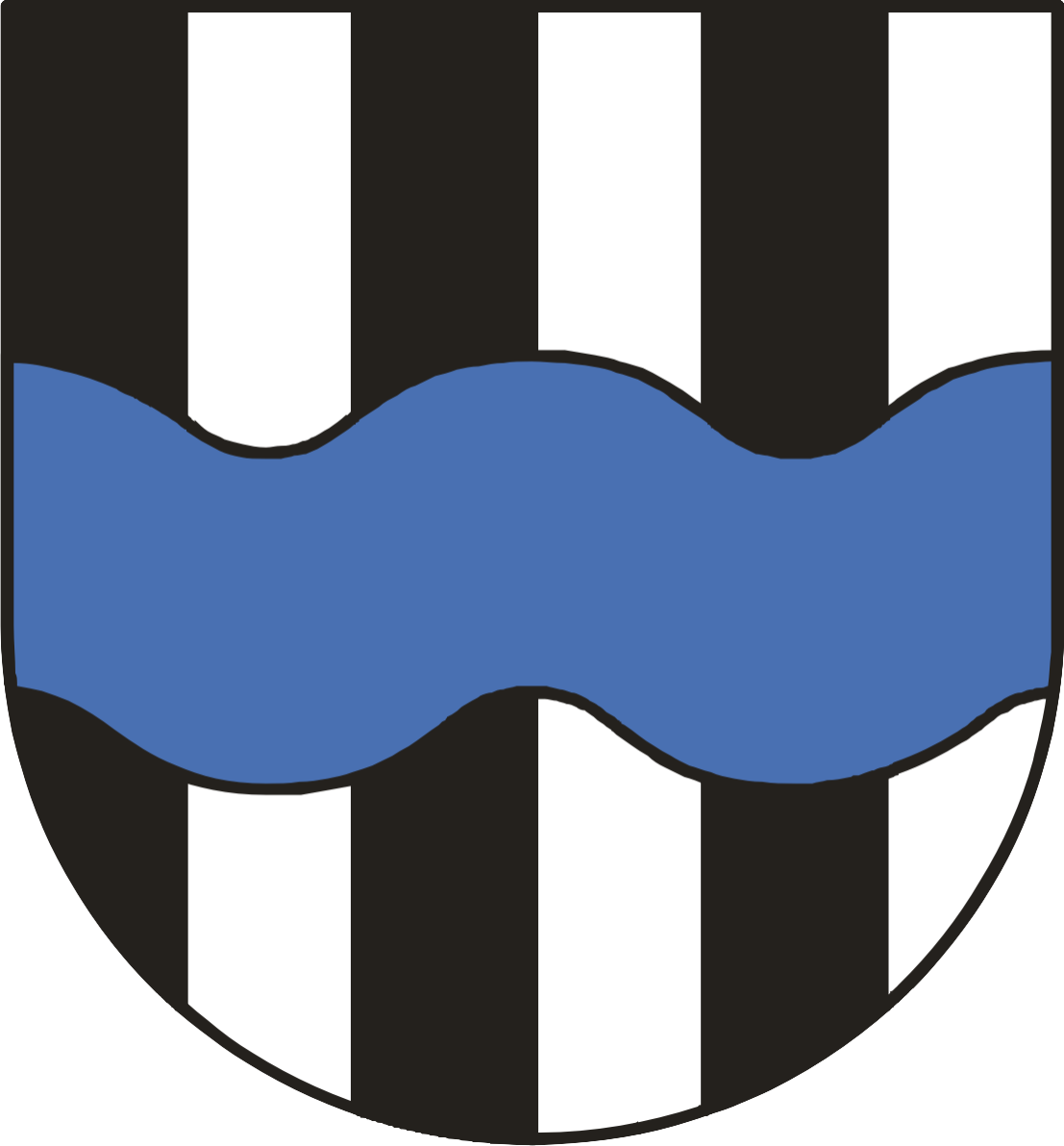
Chotcza, Landgemeinde
Rzeczniów, Landgemeinde
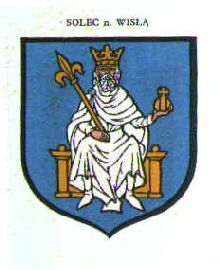
Solec nad Wisłą, Landgemeinde

## Powiat Łosicki

Wappen des Landkreises Łosice
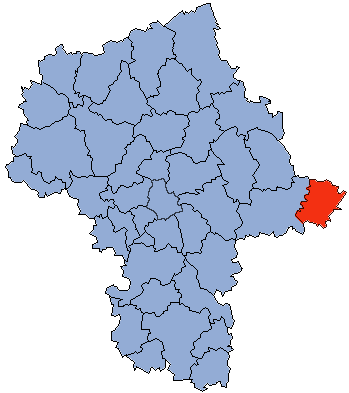
Lage in Masowien

Der Powiat umfasst 6 Gemeinden

Łosice, Stadt- und Landgemeinde
Huszlew, Landgemeinde
Olszanka, Landgemeinde
Platerów, Landgemeinde
Sarnaki, Landgemeinde
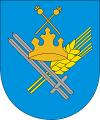
Stara Kornica, Landgemeinde

## Powiat Makowski

Wappen des Landkreises Maków Mazowiecki
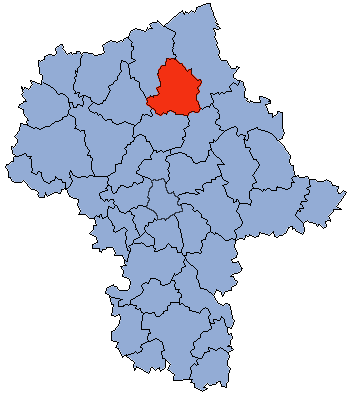
Lage in Masowien

Der Powiat umfasst 10 Gemeinden

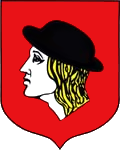
Maków Mazowiecki, Stadtgemeinde
Różan, Stadt-und-Land-Gemeinde
Czerwonka, Landgemeinde
Karniewo, Landgemeinde
Krasnosielc, Landgemeinde
Młynarze, Landgemeinde
Płoniawy-Bramura, Landgemeinde
Rzewnie, Landgemeinde
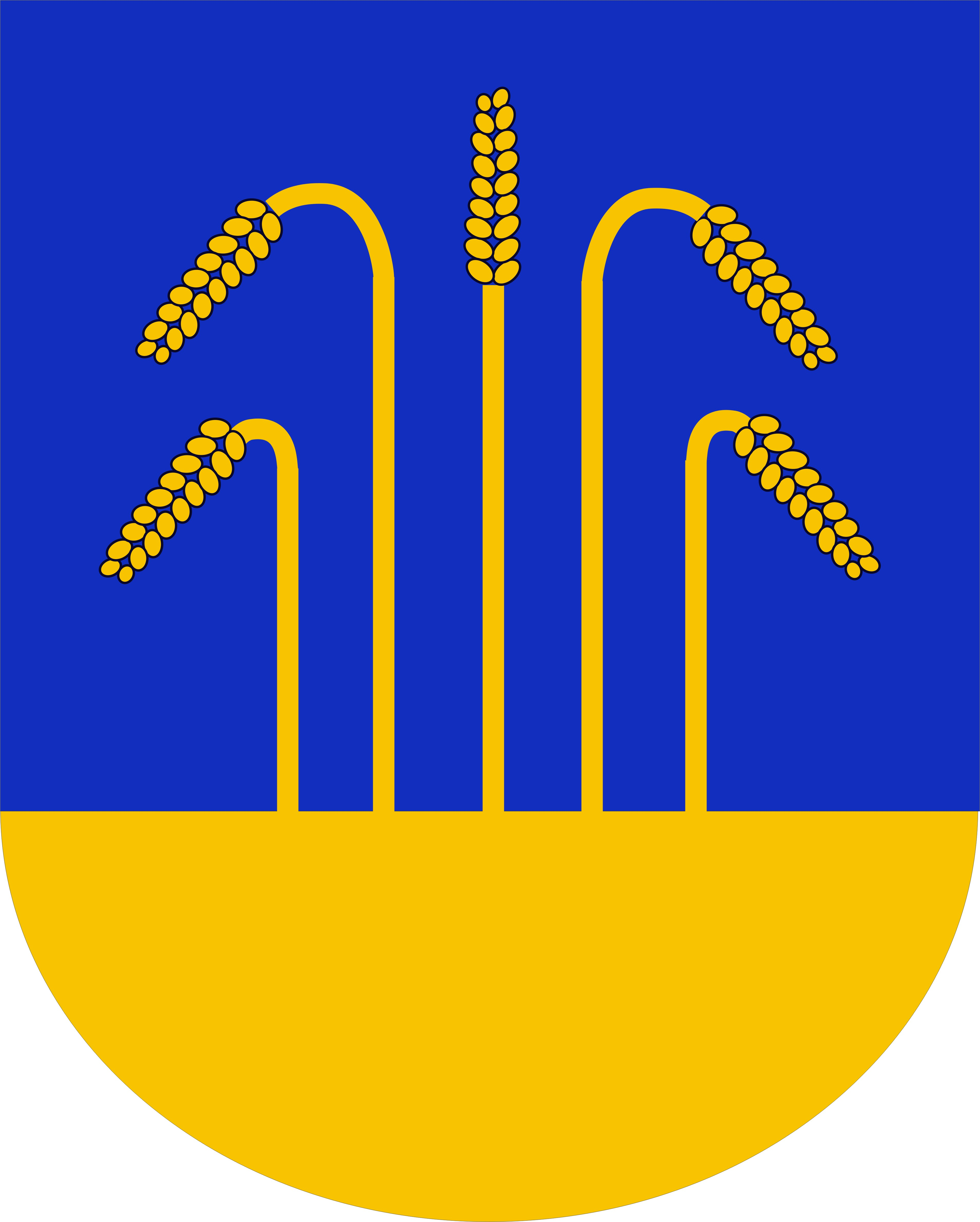
Sypniewo, Landgemeinde
Szelków, Landgemeinde

## Powiat Miński

Wappen des Landkreises Mińsk Mazowiecki
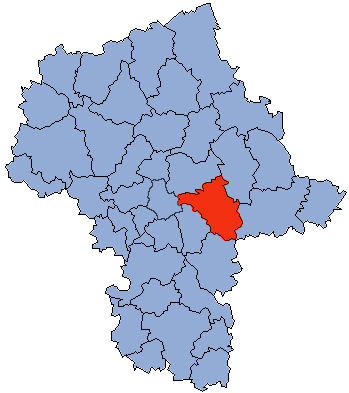
Lage in Masowien

Der Powiat umfasst 13 Gemeinden

Mińsk Mazowiecki, Stadtgemeinde
Sulejówek, Stadtgemeinde
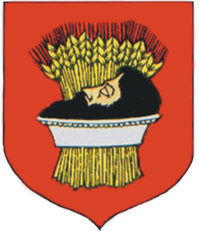
Cegłów, Stadt-und-Land-Gemeinde
Dobre, Stadt-und-Land-Gemeinde
Halinów, Stadt-und-Land-Gemeinde
Kałuszyn, Stadt-und-Land-Gemeinde
Latowicz, Stadt-und-Land-Gemeind
Mrozy, Stadt-und-Land-Gemeinde
Siennica, Stadt-und-Land-Gemeinde
Dębe Wielkie, Landgemeinde
Jakubów, Landgemeinde
Mińsk Mazowiecki, Landgemeinde
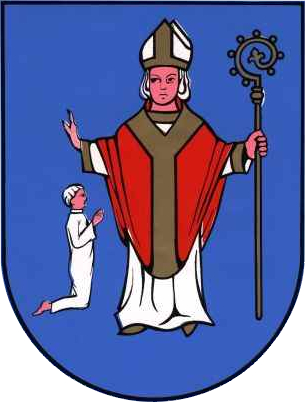
Stanisławów, Landgemeinde

## Powiat Mławski

Wappen des Landkreises Mława
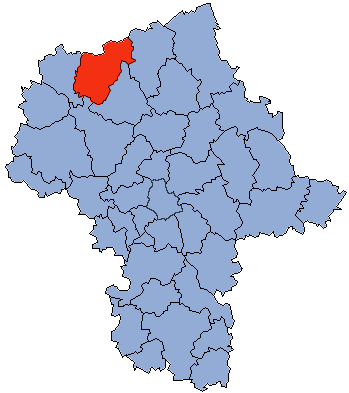
Lage in Masowien

Der Powiat umfasst 10 Gemeinden

Mława, Stadtgemeinde
Dzierzgowo, Landgemeinde
Lipowiec Kościelny, Landgemeinde
Radzanów, Landgemeinde
Strzegowo, Landgemeinde
Stupsk, Landgemeinde
Szreńsk, Landgemeinde
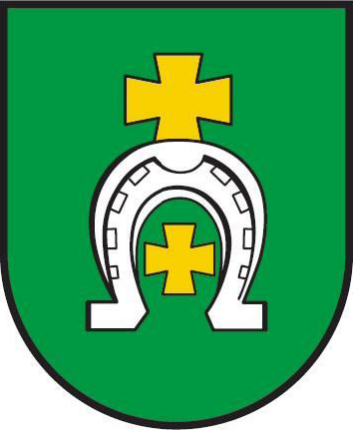
Szydłowo, Landgemeinde
Wieczfnia Kościelna, Landgemeinde
Wiśniewo, Landgemeinde

## Powiat Nowodworski

Wappen des Landkreises Nowy Dwór Mazowiecki
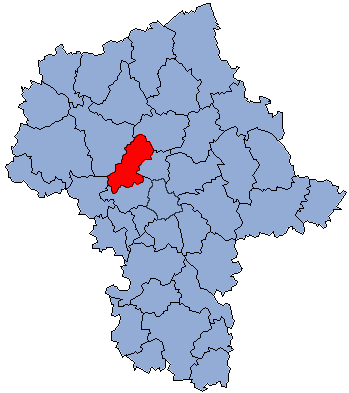
Lage in Masowien

Der Powiat umfasst 6 Gemeinden

Nowy Dwór Mazowiecki, Stadtgemeinde
Nasielsk, Stadt-und-Land-Gemeinde
Zakroczym, Stadt-und-Land-Gemeinde
Czosnów, Landgemeinde
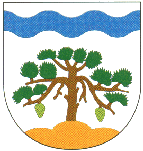
Leoncin, Landgemeinde
Pomiechówek, Landgemeinde

## Powiat Ostrołęcki

Wappen des Landkreises Ostrołęka
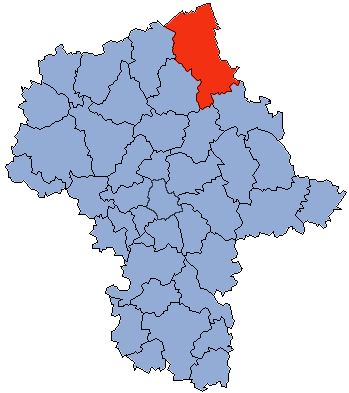
Lage in Masowien

Der Powiat umfasst 11 Gemeinden

Myszyniec, Stadt-und-Land-Gemeinde
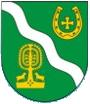
Baranowo, Landgemeinde
Czarnia, Landgemeinde
Czerwin, Landgemeinde
Goworowo, Landgemeinde
Kadzidło, Landgemeinde
Lelis, Landgemeinde
Łyse, Landgemeinde
Olszewo-Borki, Landgemeinde
Rzekuń, Landgemeinde
Troszyn, Landgemeinde

## Powiat Ostrowski

Wappen des Landkreises Ostrów Mazowiecka
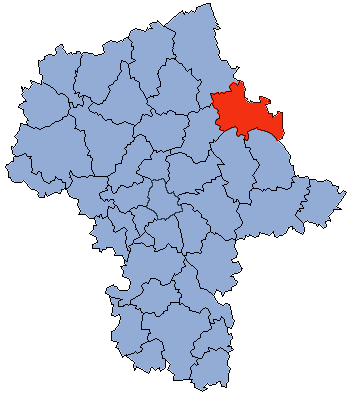
Lage in Masowien

Der Powiat umfasst 11 Gemeinden

Ostrów Mazowiecka, Stadtgemeinde
Brok, Stadt-und-Land-Gemeinde
Andrzejewo, Landgemeinde
Boguty-Pianki, Landgemeinde
Małkinia Górna, Landgemeinde
Nur, Landgemeinde
Ostrów Mazowiecka, Landgemeinde
Stary Lubotyń, Landgemeinde
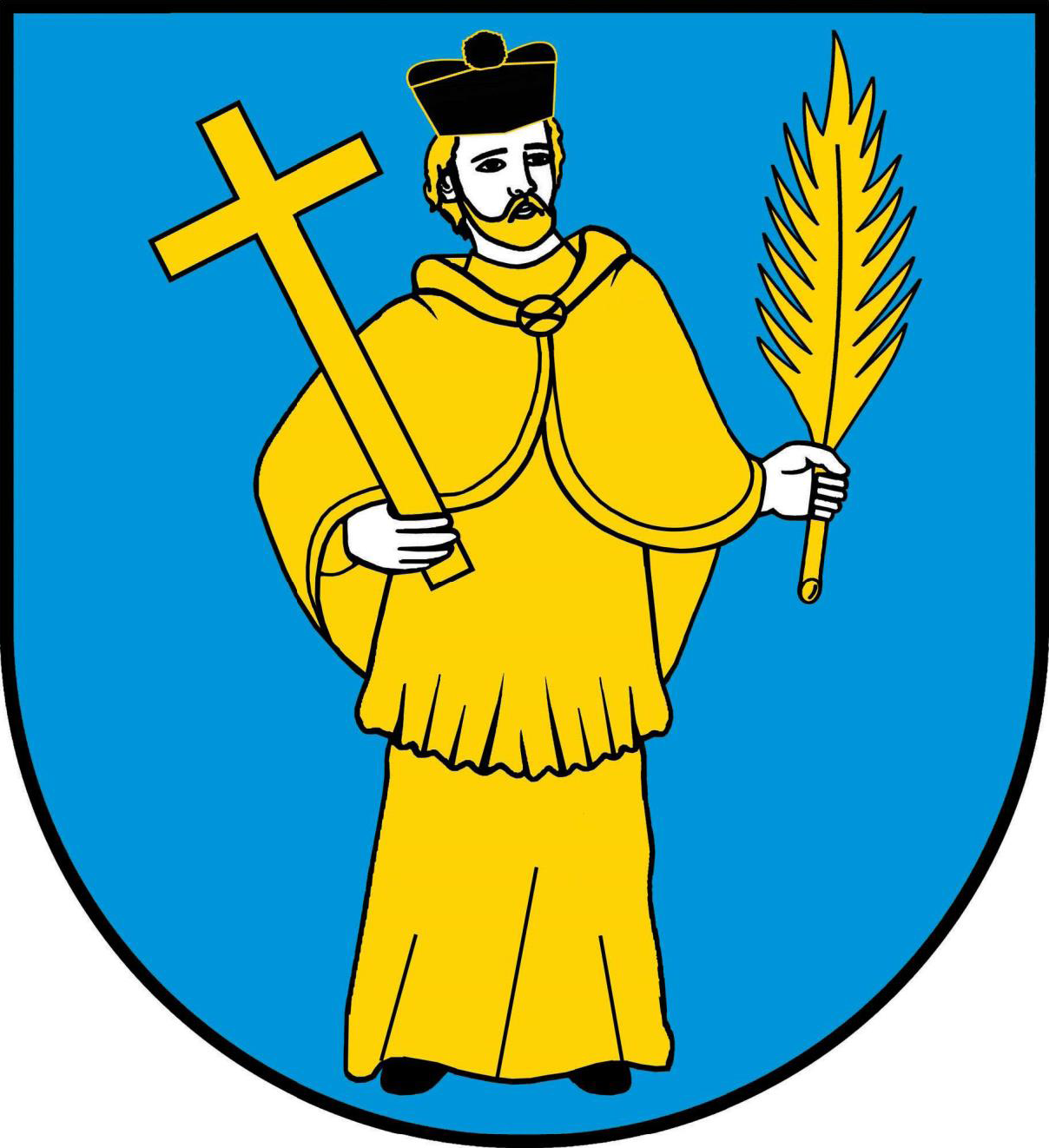
Szulborze Wielkie, Landgemeinde
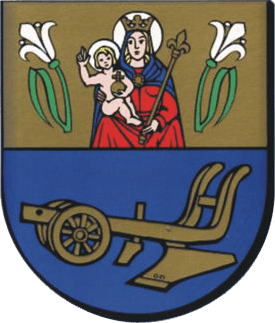
Wąsewo, Landgemeinde
Zaręby Kościelne, Landgemeinde

## Powiat Otwocki

Wappen des Landkreises Otwock
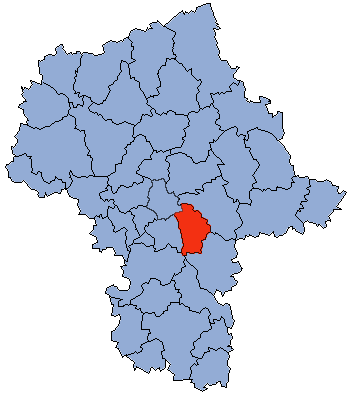
Lage in Masowien

Der Powiat umfasst 8 Gemeinden

Józefów, Stadtgemeinde
Otwock, Stadtgemeinde
Karczew, Stadt-und-Land-Gemeinde
Osieck, Stadt-und-Land-Gemeinde
Celestynów, Landgemeinde
Kołbiel, Landgemeinde
Sobienie-Jeziory, Landgemeinde
Wiązowna, Landgemeinde

## Powiat Piaseczyński

Wappen des Landkreises Piaseczno
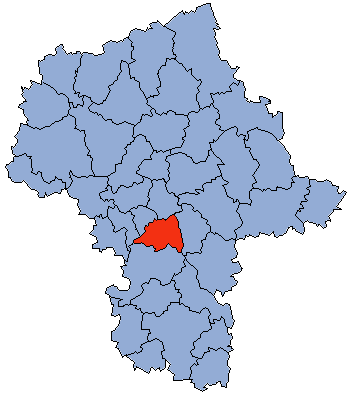
Lage in Masowien

Der Powiat umfasst 6 Gemeinden

Góra Kalwaria, Stadt-und-Land-Gemeinde
Konstancin-Jeziorna, Stadt-und-Land-Gemeinde
Piaseczno, Stadt-und-Land-Gemeinde
Tarczyn, Stadt-und-Land-Gemeinde
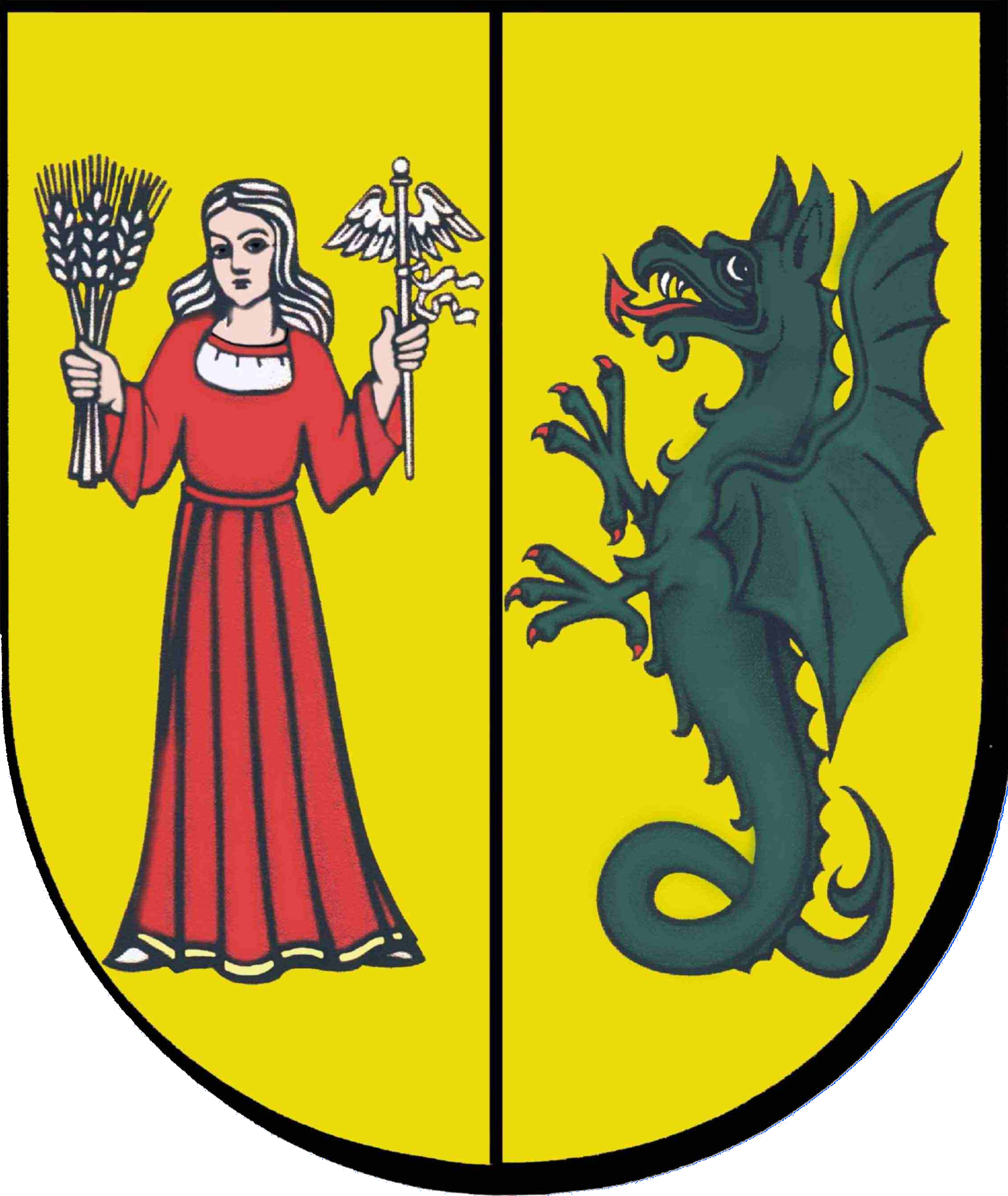
Lesznowola, Landgemeinde
Prażmów, Landgemeinde

## Powiat Płocki

Wappen des Landkreises Płock
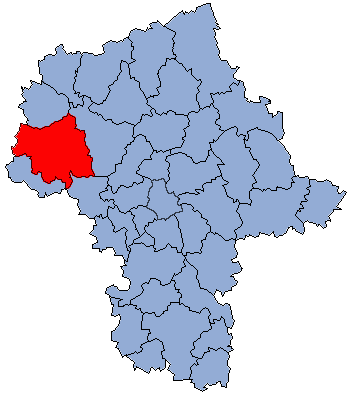
Lage in Masowien

Der Powiat umfasst 15 Gemeinden

Bodzanów, Stadt-und-Land-Gemeinde
Drobin, Stadt-und-Land-Gemeinde
Gąbin, Stadt-und-Land-Gemeinde
Wyszogród, Stadt-und-Land-Gemeinde
Bielsk, Landgemeinde
Brudzeń Duży, Landgemeinde
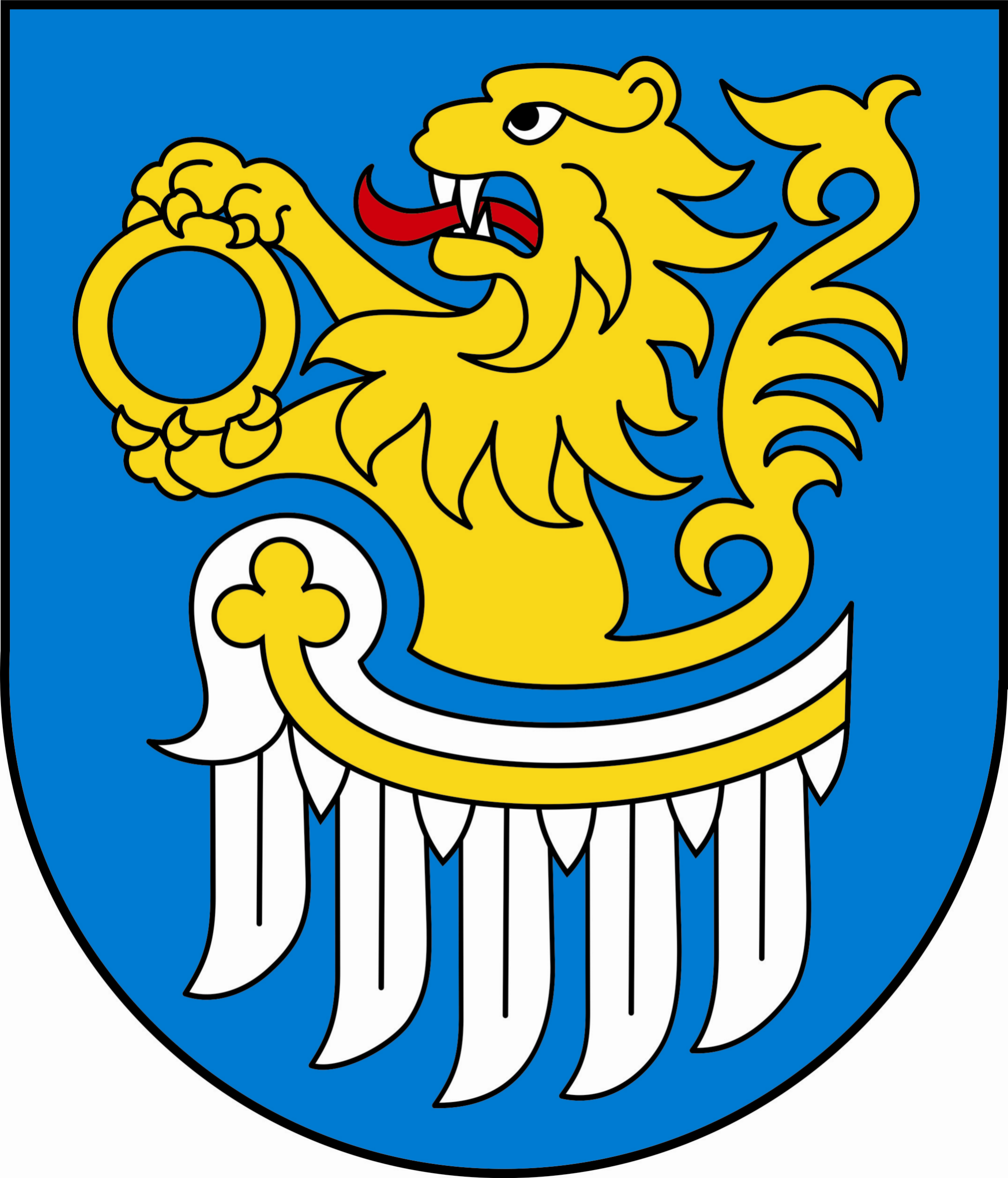
Bulkowo, Landgemeinde
Łąck, Landgemeinde
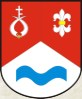
Mała Wieś, Landgemeinde
Nowy Duninów, Landgemeinde
Radzanowo, Landgemeinde
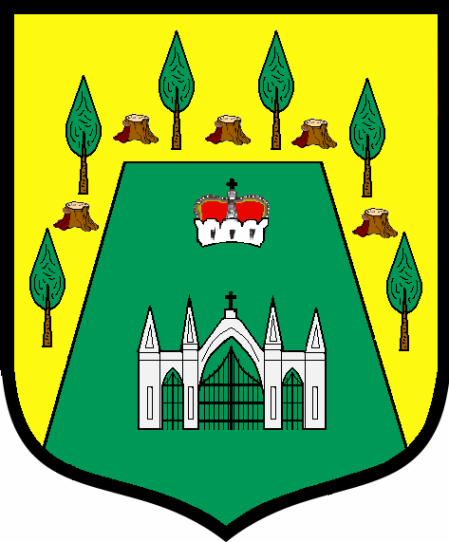
Słubice, Landgemeinde
Słupno, Landgemeinde
Stara Biała, Landgemeinde
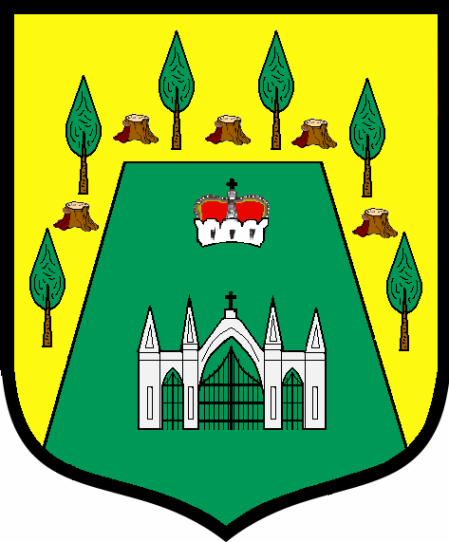
Staroźreby, Landgemeinde

## Powiat Płoński

Wappen des Landkreises Płońsk
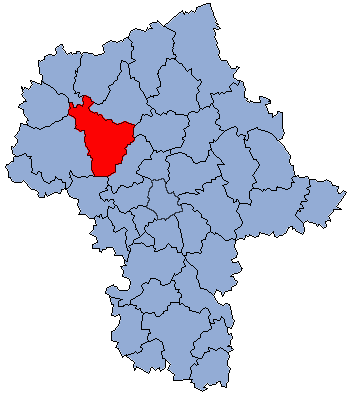
Lage in Masowien

Der Powiat umfasst 12 Gemeinden

Płońsk, Stadtgemeinde
Raciąż, Stadtgemeinde
Czerwińsk nad Wisłą, Stadt-und-Land-Gemeinde
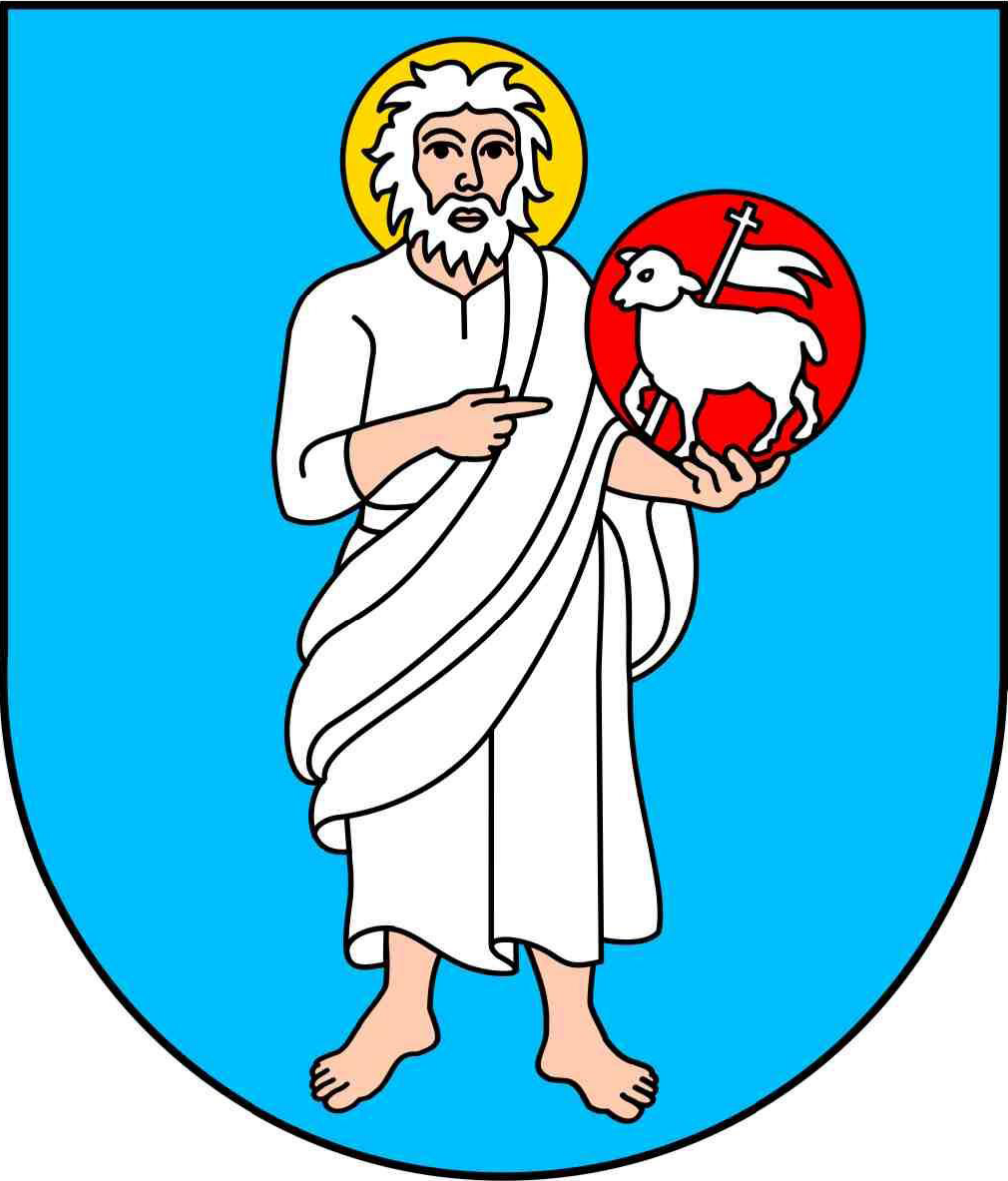
Nowe Miasto, Stadt-und-Land-Gemeinde
Sochocin, Stadt-und-Land-Gemeinde
Baboszewo, Landgemeinde
Dzierzążnia, Landgemeinde
Joniec, Landgemeinde
Naruszewo, Landgemeinde
Płonsk, Landgemeinde
Raciąż, Landgemeinde
Załuski, Landgemeinde

## Powiat Pruszkowski

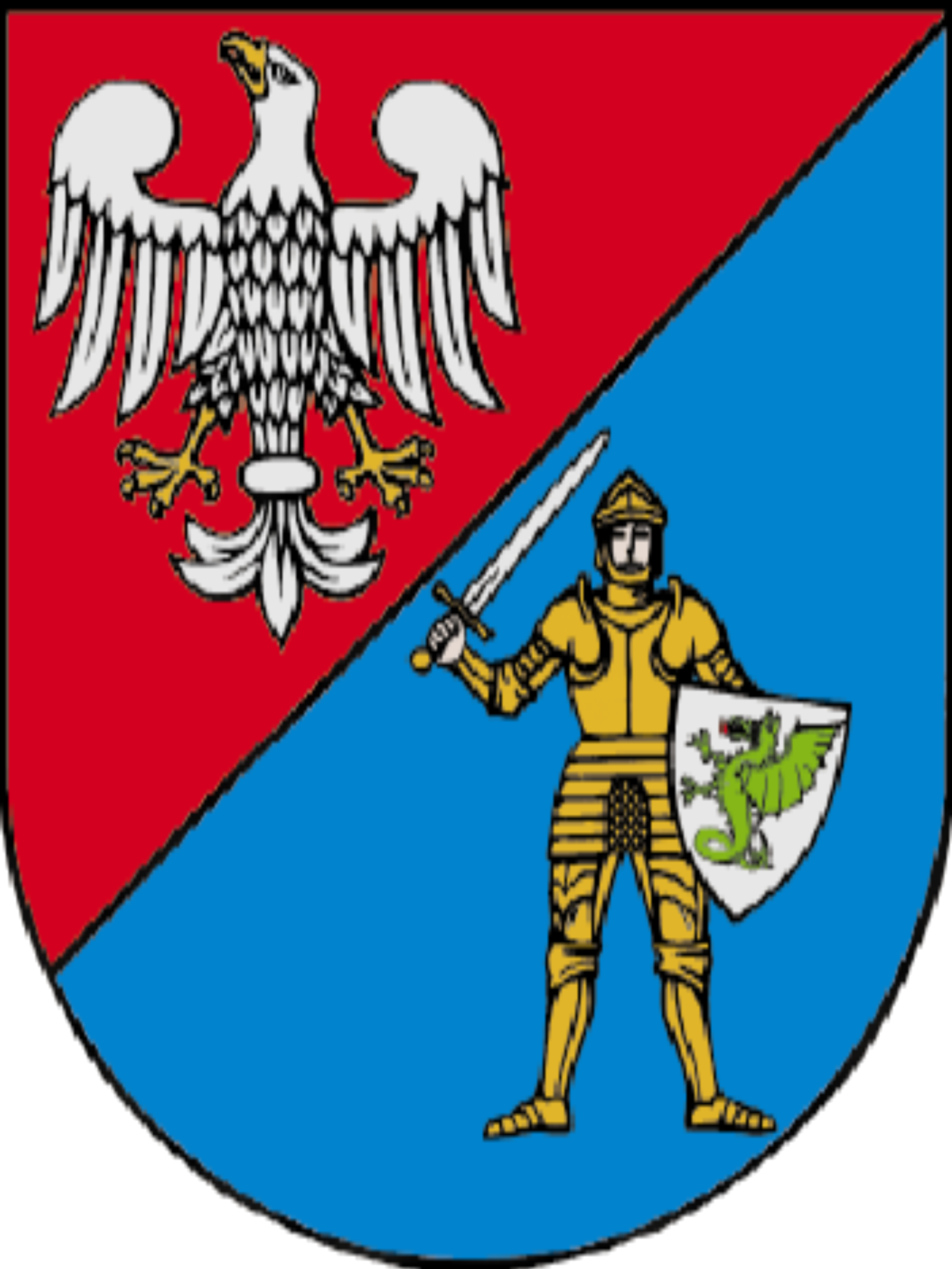
Wappen des Landkreises Pruszków
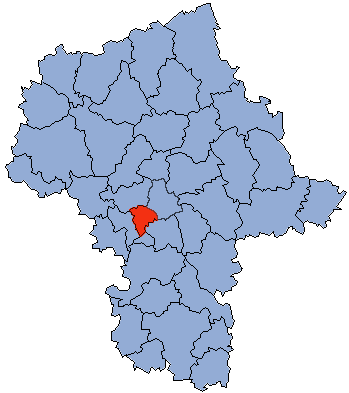
Lage in Masowien

Der Powiat umfasst 6 Gemeinden

Piastów, Stadtgemeinde
Pruszków, Stadtgemeinde
Brwinów, Stadt-und-Land-Gemeinde
Michałowice, Landgemeinde
Nadarzyn, Landgemeinde
Raszyn, Landgemeinde

## Powiat Przasnyski

Wappen des Landkreises Przasnysz
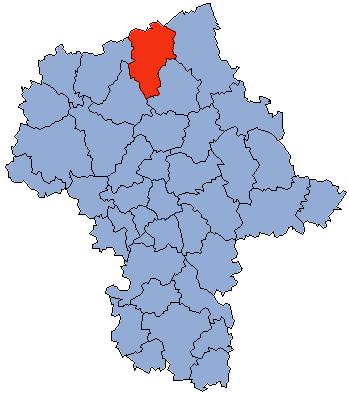
Lage in Masowien

Der Powiat umfasst 7 Gemeinden

Przasnysz, Stadtgemeinde
Chorzele, Stadt-und-Land-Gemeinde
Czernice Borowe, Landgemeinde
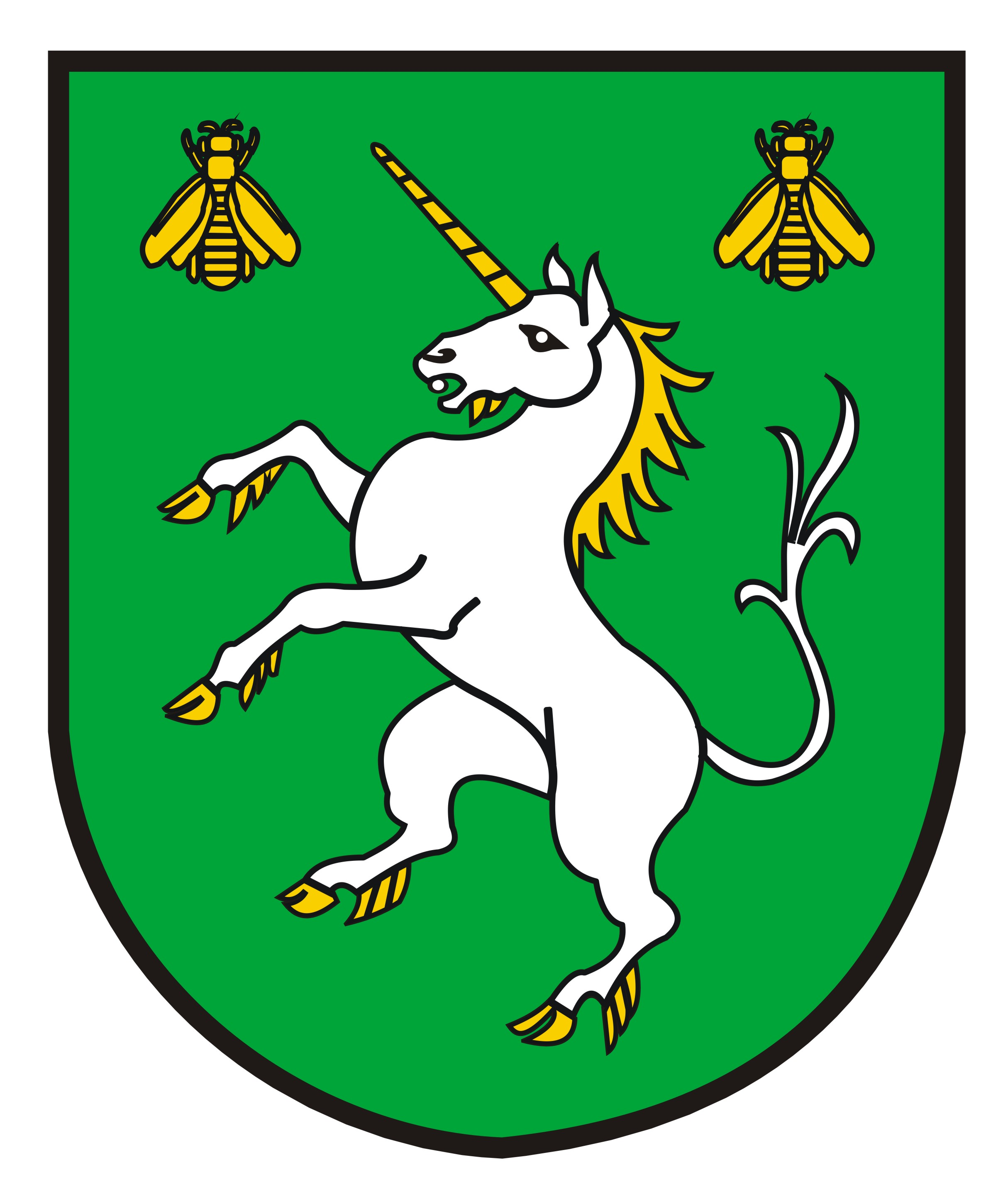
Jednorożec, Landgemeinde
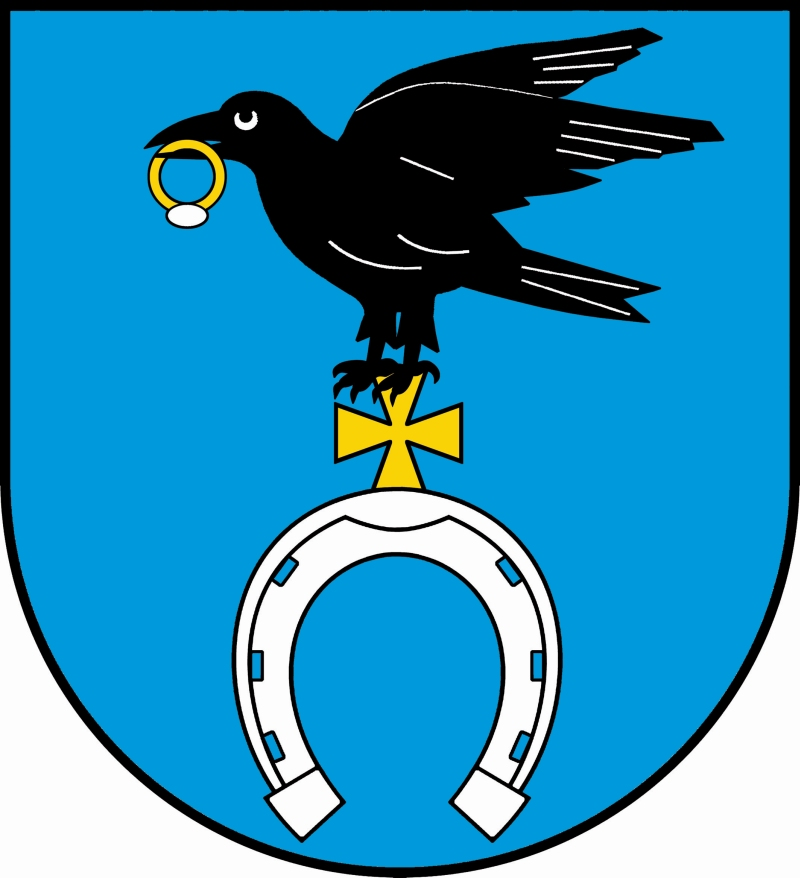
Krasne, Landgemeinde
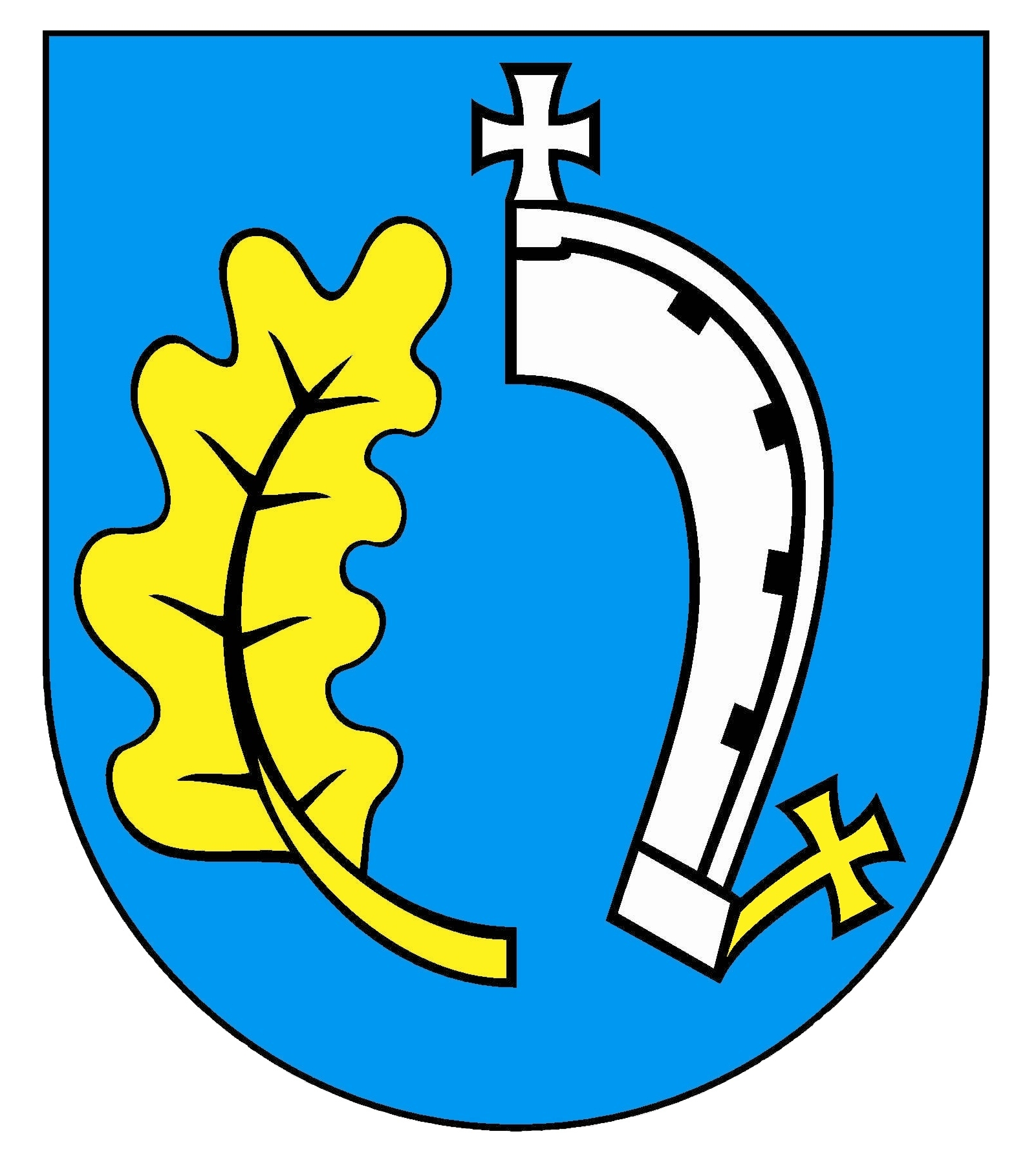
Krzynowłoga Mała, Landgemeinde
Przasnysz, Landgemeinde

## Powiat Przysuski

Wappen des Landkreises Przysucha
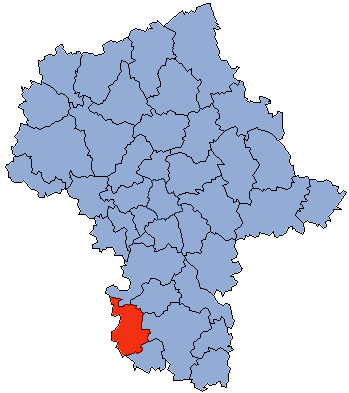
Lage in Masowien

Der Powiat umfasst 8 Gemeinden

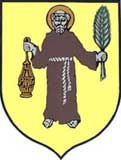
Gielniów, Stadt-und-Land-Gemeinde
Odrzywół, Stadt-und-Land-Gemeinde
Przysucha, Stadt-und-Land-Gemeinde
Borkowice, Landgemeinde
Klwów, Landgemeinde
Potworów, Landgemeinde
Rusinów, Landgemeinde
Wieniawa, Landgemeinde

## Powiat Pułtuski

Wappen des Landkreises Pułtusk
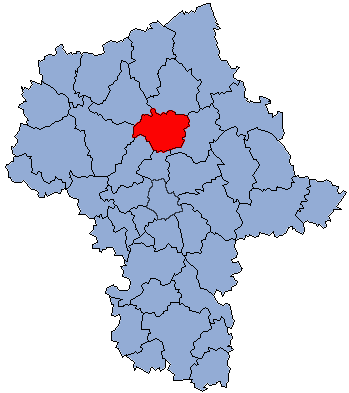
Lage in Masowien

Der Powiat umfasst 7 Gemeinden

Pułtusk, Stadt-und-Land-Gemeinde
Gzy, Landgemeinde
Obryte, Landgemeinde
Pokrzywnica, Landgemeinde
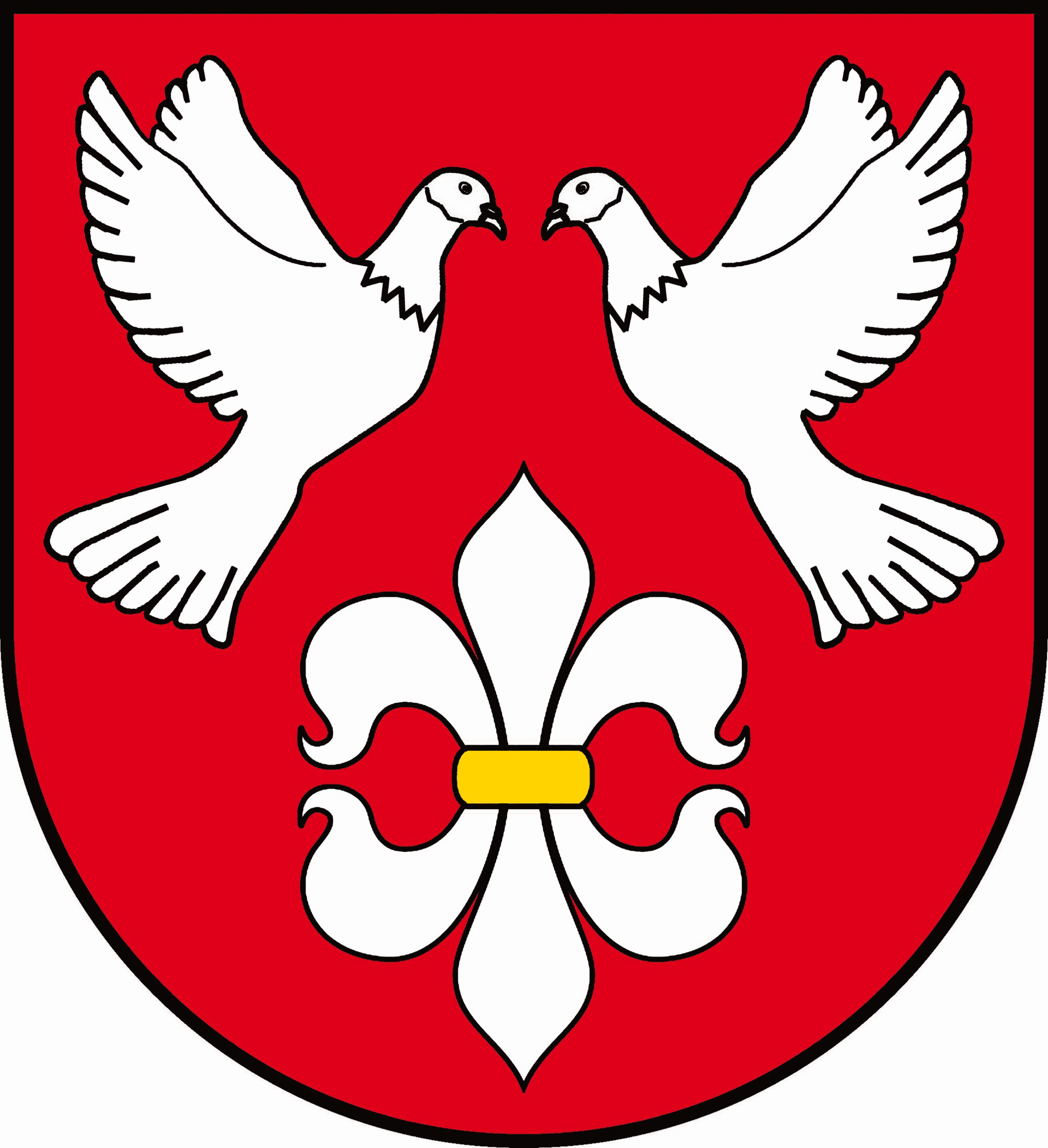
Świercze, Landgemeinde
Winnica, Landgemeinde
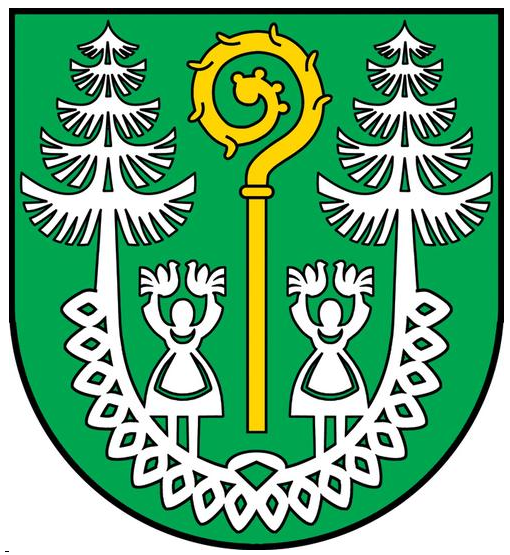
Zatory, Landgemeinde

## Powiat Radomski

Wappen des Landkreises Radom
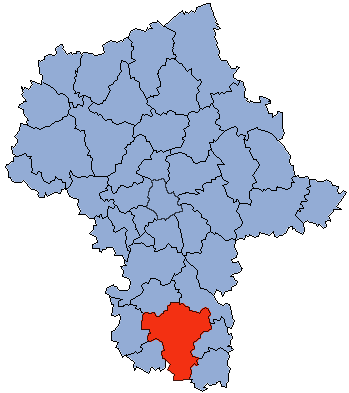
Lage in Masowien

Der Powiat umfasst 13 Gemeinden

Pionki, Stadtgemeinde
Iłża, Stadt-und-Land-Gemeinde
Jedlnia-Letnisko, Stadt-und-Land-Gemeinde
Przytyk, Stadt-und-Land-Gemeinde
Skaryszew, Stadt-und-Land-Gemeinde
Gózd, Landgemeinde
Jastrzębia, Landgemeinde
Jedlińsk, Landgemeinde
Kowala, Landgemeinde
Pionki, Landgemeinde
Wierzbica, Landgemeinde
Wolanów, Landgemeinde
Zakrzew, Landgemeinde

## Powiat Siedlecki

Wappen des Landkreises Siedlce
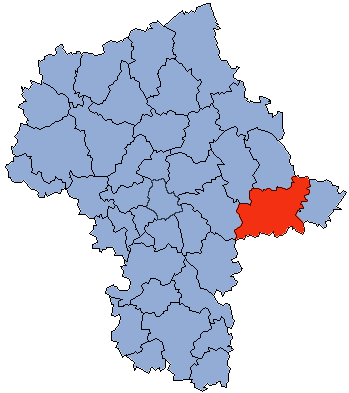
Lage in Masowien

Der Powiat umfasst 13 Gemeinden

Mordy, Stadt- und Landgemeinde
Domanice, Landgemeinde
Korczew, Landgemeinde
Kotuń, Landgemeinde
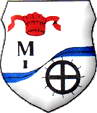
Mokobody, Landgemeinde
Paprotnia, Landgemeinde
Przesmyki, Landgemeinde
Siedlce, Landgemeinde
Skórzec, Landgemeinde
Suchożebry, Landgemeinde
Wiśniew, Landgemeinde
Wodynie, Landgemeinde
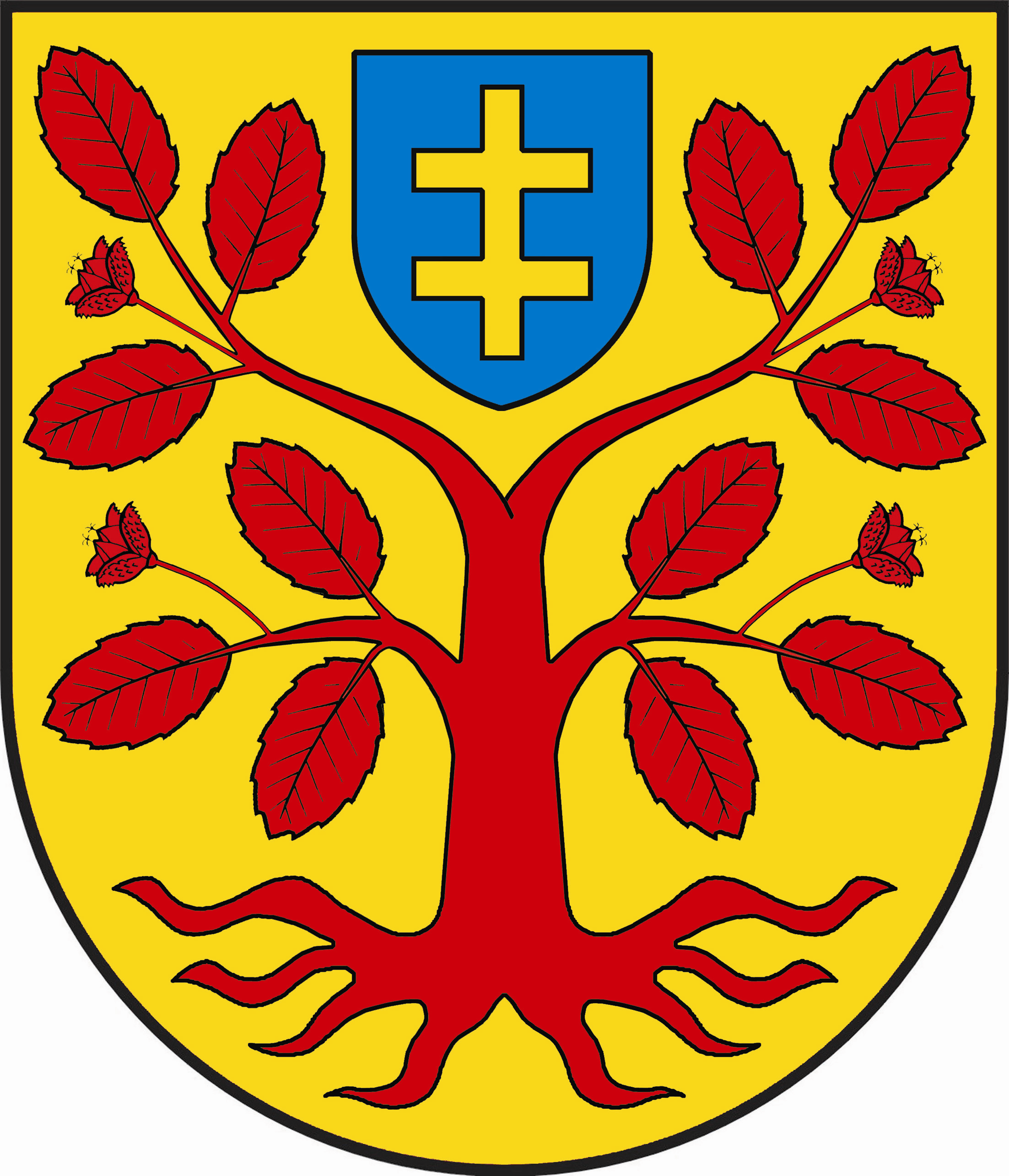
Zbuczyn, Landgemeinde

## Powiat Sierpecki

Wappen des Landkreises Sierpc
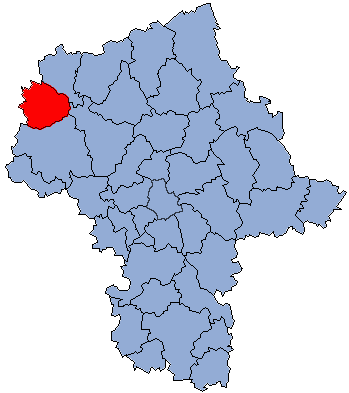
Lage in Masowien

Der Powiat umfasst 7 Gemeinden

Sierpc, Stadtgemeinde
Gozdowo, Landgemeinde
Mochowo, Landgemeinde
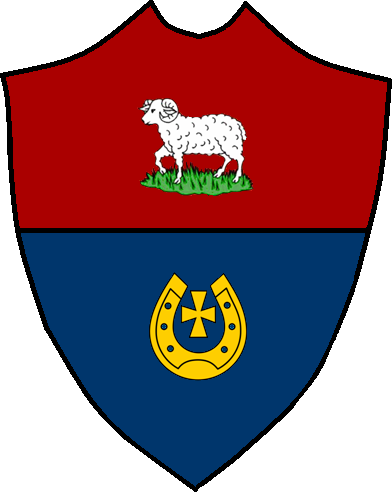
Rościszewo, Landgemeinde
Sierpc, Landgemeinde
Szczutowo, Landgemeinde
Zawidz, Landgemeinde

## Powiat Sochaczewski

Wappen des Landkreises Sochaczew
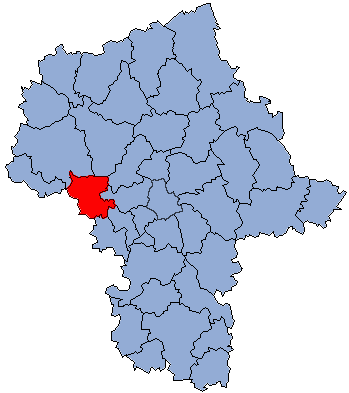
Lage in Masowien

Der Powiat umfasst 8 Gemeinden

Sochaczew, Stadtgemeinde
Brochów, Landgemeinde
Iłów, Landgemeinde
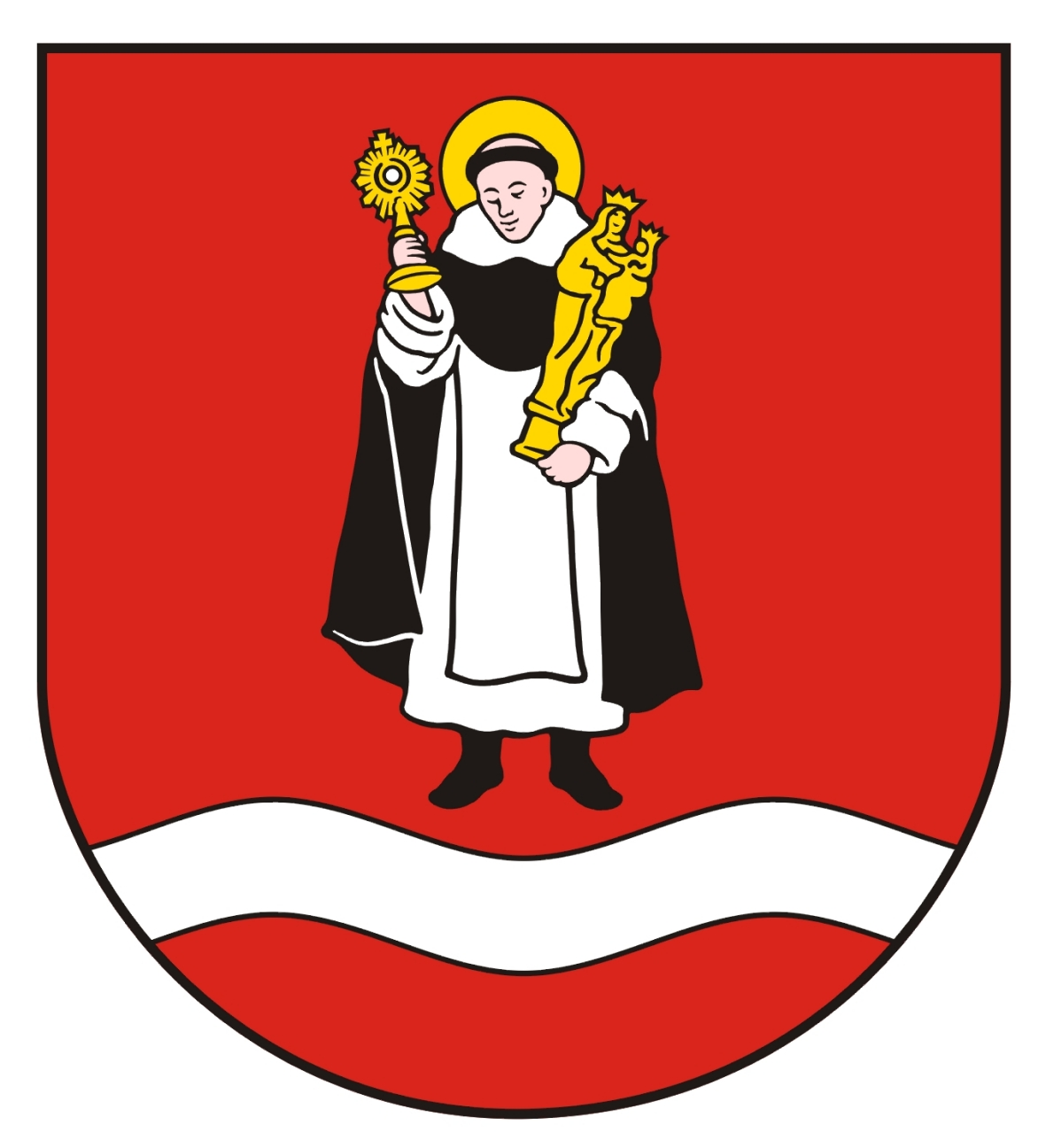
Młodzieszyn, Landgemeinde
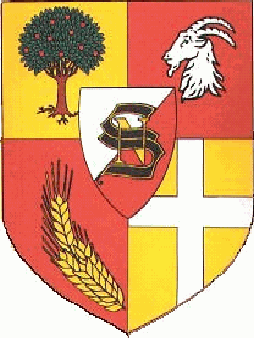
Nowa Sucha, Landgemeinde
Rybno, Landgemeinde
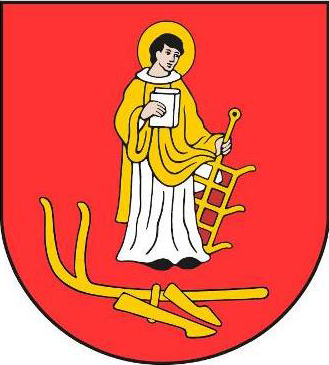
Sochaczew, Landgemeinde
Teresin, Landgemeinde

## Powiat Sokołowski

Wappen des Landkreises Sokołów Podlaski
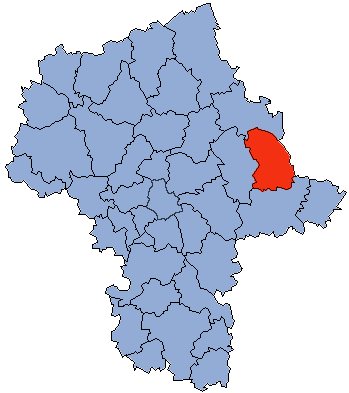
Lage in Masowien

Der Powiat umfasst 9 Gemeinden

Sokołów Podlaski, Stadtgemeinde
Kosów Lacki, Stadt-und-Land-Gemeinde
Bielany, Landgemeinde
Ceranów, Landgemeinde
Jabłonna Lacka, Landgemeinde
Repki, Landgemeinde
Sabnie, Landgemeinde
Sokołów Podlaski, Landgemeinde
Sterdyń, Landgemeinde

## Powiat Szydłowiecki

Wappen des Landkreises Szydłowiec
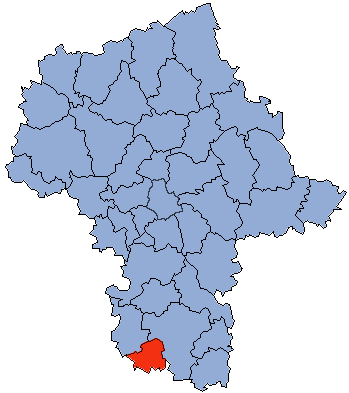
Lage in Masowien

Der Powiat umfasst 5 Gemeinden

Jastrząb, Stadt-und-Land-Gemeinde
Szydłowiec, Stadt-und-Land-Gemeinde
Chlewiska, Landgemeinde
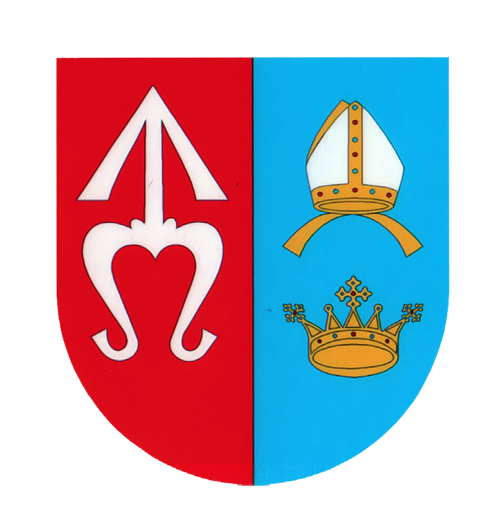
Mirów, Landgemeinde
Orońsko, Landgemeinde

## Powiat Warszawski Zachodni

Wappen des Landkreises Warschau West
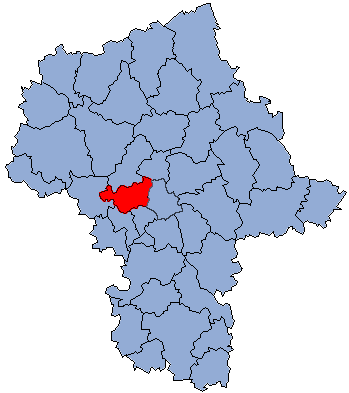
Lage in Masowien

Der Powiat umfasst 7 Gemeinden

Błonie, Stadt-und-Land-Gemeinde
Łomianki, Stadt- und Landgemeinde
Ożarów Mazowiecki, Stadt-und-Land-Gemeinde
Izabelin, Landgemeinde
Kampinos, Landgemeinde
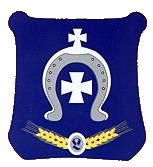
Leszno, Landgemeinde
Stare Babice, Landgemeinde

## Powiat Węgrowski

Wappen des Landkreises Węgrów
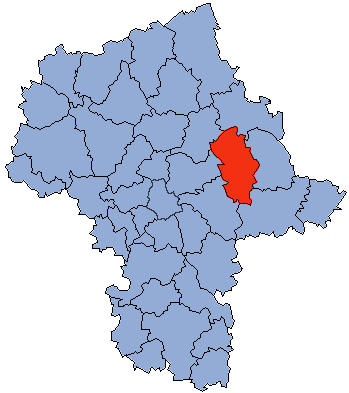
Lage in Masowien

Der Powiat umfasst 9 Gemeinden

Węgrów, Stadtgemeinde
Łochów, Stadt-und-Land-Gemeinde
Grębków, Landgemeinde
Korytnica, Landgemeinde
Liw, Landgemeinde
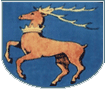
Miedzna, Landgemeinde
Sadowne, Landgemeinde
Stoczek, Landgemeinde
Wierzbno, Landgemeinde

## Powiat Wołomiński

Wappen des Landkreises Wołomin
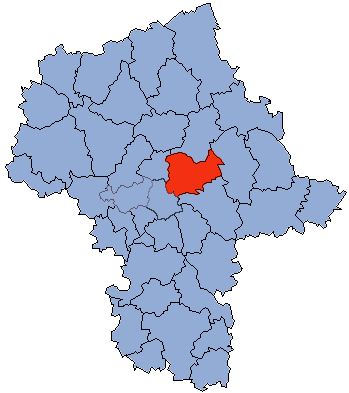
Lage in Masowien

Der Powiat umfasst 12 Gemeinden

Kobyłka, Stadtgemeinde
Marki, Stadtgemeinde
Ząbki, Stadtgemeinde
Zielonka, Stadtgemeinde
Jadów, Stadt-und-Land-Gemeinde
Radzymin, Stadt-und-Land-Gemeinde
Tłuszcz, Stadt-und-Land-Gemeinde
Wołomin, Stadt-und-Land-Gemeinde
Dąbrówka, Landgemeinde
Klembów, Landgemeinde
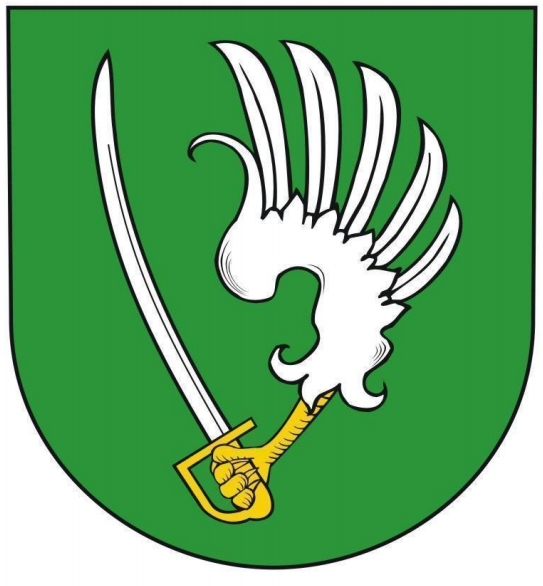
Poświętne, Landgemeinde
Strachówka, Landgemeinde

## Powiat Wyszkowski

Wappen des Landkreises Wyszków
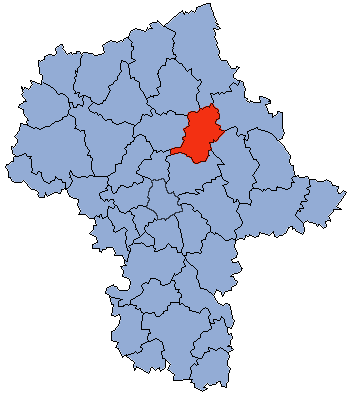
Lage in Masowien

Der Powiat umfasst 6 Gemeinden

Wyszków, Stadt-und-Land-Gemeinde
Brańszczyk, Landgemeinde
Długosiodło, Landgemeinde
Rząśnik, Landgemeinde
Somianka, Landgemeinde
Zabrodzie, Landgemeinde

## Powiat Zwoleński

Wappen des Landkreises Zwoleń
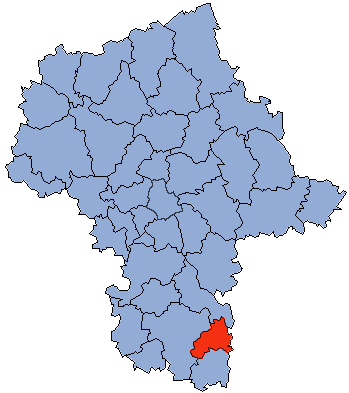
Lage in Masowien

Der Powiat umfasst 5 Gemeinden

Zwoleń, Stadt-und-Land-Gemeinde
Kazanów, Stadt-und-Land-Gemeinde
Policzna, Landgemeinde
Przyłęk, Landgemeinde
Tczów, Landgemeinde

## Powiat Żuromiński

Wappen des Landkreises Żuromin
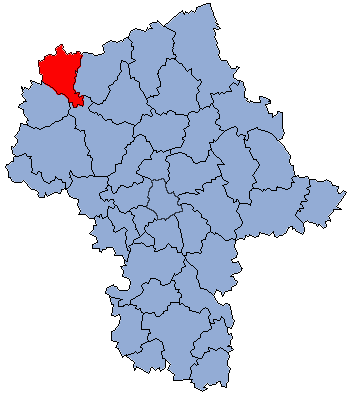
Lage in Masowien

Der Powiat umfasst 6 Gemeinden

Bieżuń, Stadt-und-Land-Gemeinde
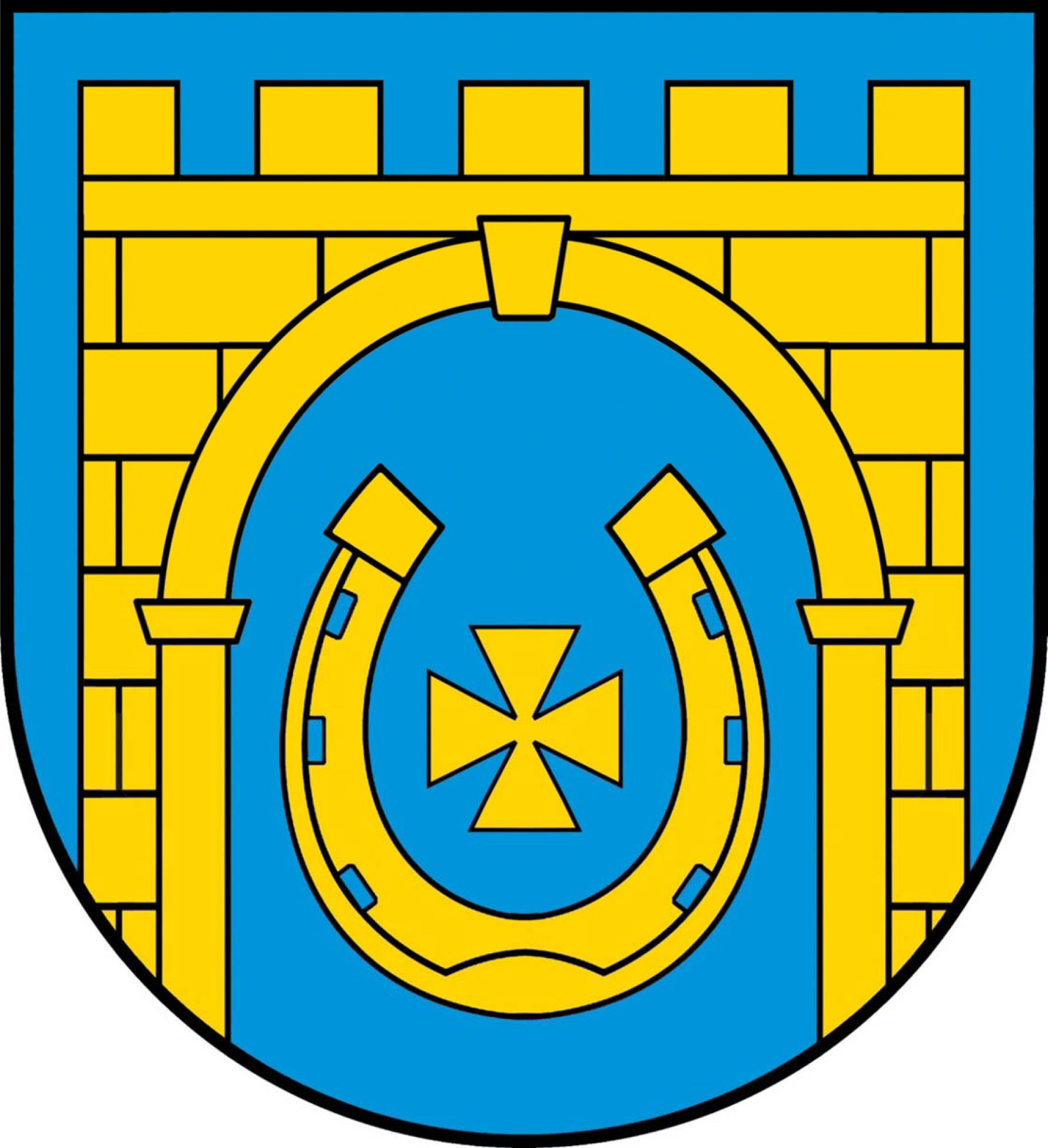
Lubowidz, Stadt-und-Land-Gemeinde
Żuromin, Stadt-und-Land-Gemeinde
Kuczbork-Osada, Landgemeinde
Lutocin, Landgemeinde
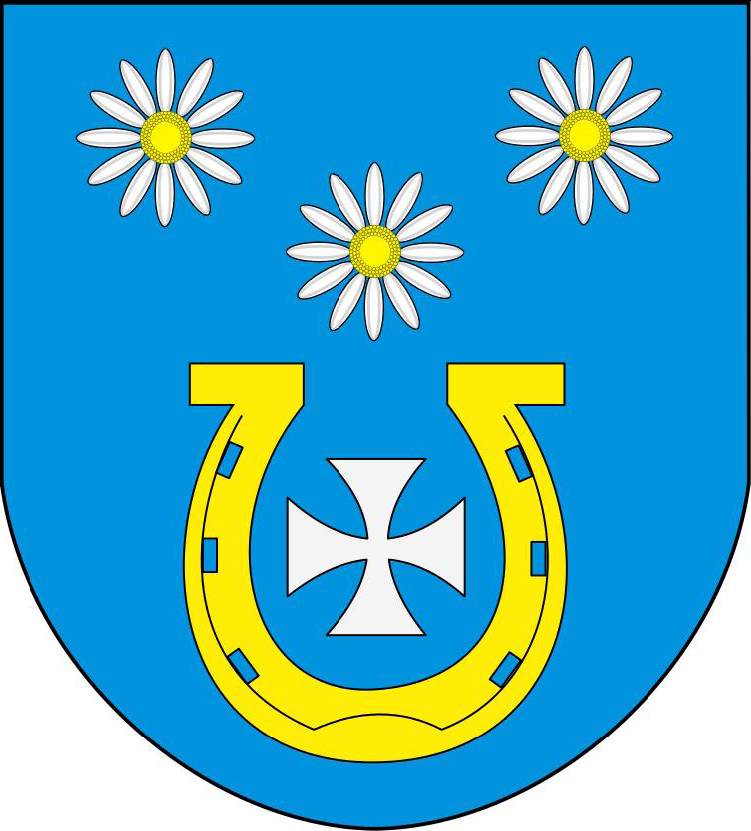
Siemiątkowo, Landgemeinde

## Powiat Żyrardowski

Wappen des Landkreises Żyrardów
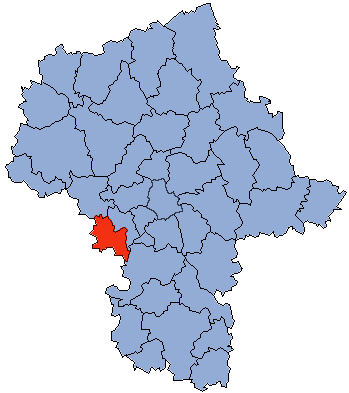
Lage in Masowien

Der Powiat umfasst 5 Gemeinden

Żyrardów, Stadtgemeinde
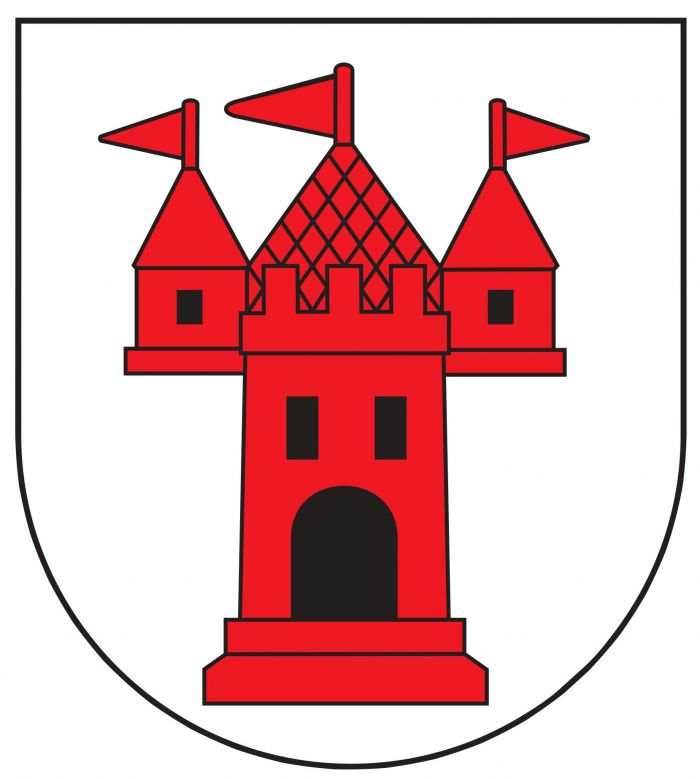
Mszczonów, Stadt-und-Land-Gemeinde
Puszcza Mariańska, Landgemeinde
Radziejowice, Landgemeinde
Wiskitki, Landgemeinde